# أوماكي
أوماكي بالإنجليزية (Omake) وبالصينية (御負) عادة ما تكون مكتوبة باليابانية (おまけ) يعني خارج باللغة اليابانية. المعنى الأساسي هو عام وعلى نطاق واسع. يتم استخدامه كمصطلح أنيمي والمانجا فندوم على أنها تعني «خارج أو مكافأة». في الولايات المتحدة الأمريكية، وغالبا ما يستخدم هذا المصطلح بمعناه الضيق من قبل المشجعين أنيمي لوصف ميزات خاصة على الإصدارات DVD: حذف مشاهد والمقابلات مع الممثلين، «صنع» لقطات وثائقية، مقتطفات مختارة، الغلطات مسلية، وهكذا دواليك. ومع ذلك، هذا الاستخدام للمصطلح يسبق الواقع المتوسطة DVD لعدة سنوات. على الأقل خلال السنوات ال 50 الماضية في اليابان، كانت أوماكي من حرف التماثيل الصغيرة ولعب هبات التي تأتي مع المشروبات الغازية والحلوى وأحيانا أوماكي هو أكثر المرجوة من المنتجات التي يجري بيعها.
في اللغة الإنجليزية، وغالبا ما يستخدم هذا المصطلح مع هذا المعنى، على الرغم من أنه ينطبق عموما إلا على المعالم المتضمنة أنيمي، أوفا أنمي، وأحيانا المانجا. وبالتالي فإنه تقتصر عادة على استخدام بين المشجعين من ثقافة البوب اليابانية (التي تسمى أحيانا أوتاكو)؛ مثل العديد من الكلمات المستعارة من اليابانية، أوماكي على حد سواء هو صيغة المفرد والجمع.

## الوصف
أوماكي وغالبا ما تشمل اسكتشات كوميدية حيث الشخصيات تتصرف من حرف، وكسر الجدار الرابع، أو بمهارة تتناول آراء منتشرة معروفة للكتاب. في بعض الأحيان يتم بخفة دم إعادة يطلق عليها اسم الكواليس من برنامج تلفزيوني أو OVA. مثال واحد، وشملت على فتاة فيديو منظمة العفو الدولية DVD، الإعادة مشاهد من المسلسل OVA مع الجديد صوت يتصرف في لهجة الريفية. وفي أحيان أخرى، ونفس الجهات الفاعلة صوت السيناريو الجديد الذي هو أكثر موحية جنسيا، في كثير من الأحيان بسخافة ذلك. أوماكي يمكن أيضا أن تتكون من غير المقبول، وغالبا ما كوميدية مقاطع كروس التي تحدث أحيانا في نهاية حلقات عرضين بث متزامن من نفس الاستوديو، مثل برامج كامين رايدر وسوبر سينتاى الأخيرة.
للانمي، وغالبا ما تعرض هذه الأشياء في طراز سوبر مشوه، في نفس الطريق المانجا أوماكي في كثير من الأحيان هو. على سبيل المثال، Gunbuster يضم شخصيات السوبر المشوهة التي تحاول شرح ما يعرفه الكتاب ليكون في الغالب العلم الزائف، أو التحدث عن علاقاتهم مع بعضهم البعض بطريقة لم يفعلوا ذلك في السلسلة نفسها، أو في سلسلة الرسوم المتحركة شعبية ولدت من جديد! بعد بضع حلقات واحدة من الشخصيات اسمه HARU ميورا ديه مقابلة يسمى «الزاوية المقابلة خطيرة HARU-HARU ل» مع كل من الأحرف من أنيمي في أشكال تشيبي، إجابات الشخصيات على الأسئلة غالبا ما تكون شيئا لن أقول في أنيمي أو مانغا. لبرامج العمل الحية، وإن لم يكن الرسوم المتحركة، والتعبيرات والمؤثرات الصوتية المستخدمة لأغراض كوميدي غالبا ما تكون مستوحاة من أوماكي وجدت في وسائل المتحركة.
على المدى أوماكي لديها أيضا استخدام في ألعاب الفيديو. كانت اللعبة سيجا Shenmue الثاني للكاست مجلد مخفي على قرص اللعبة المسماة «أوماكي»، وجدت من خلال وضع القرص في الكمبيوتر، التي تحتوي على خلفيات حصرية والفن الحمل.
مثال آخر على أوماكي في الثقافة الشعبية يرتبط إلى ميدان لفاينل فانتسي التاسع. السري minigame «العوامة» بعد الانتهاء من اللعبة هو الوصول عن طريق مزيج زر. في فاينل فانتسي موقع "Playonline" قسما أسرار لفاينل فانتسي التاسع، الأمر الذي يتطلب كلمات المرور التي وردت في دليل على الظهر رسمي للدخول. كلمة المرور اللازمة للكشف عن زر الجمع لminigame العوامة هي E-OMAKE. وminigame نفسه، بطبيعة الحال، أوماكي.
يبدو أوماكي أحيانا في فانفيكتيون حول أنيمي أو مانغا، بعد القصة نفسها، وعادة ما روح الدعابة «نهاية البديل». مثال على ذلك هو في نهاية كل حلقة من الرقص في البوند مصاص الدماء هو 20-30 ثانية مسرحية هزلية تشيبي تسمى «الرقص مع الخادمات مصاص الدماء»